# Thomas Shadwell
Thomas Shadwell (Norfolk, 1642 — Londres, 19 de novembro de 1692) foi um poeta e dramaturgo britânico. Em 1689, foi nomeado poeta laureado do Reino Unido.